# Lorenzo Rottoli
Lorenzo Rottoli (* 19. Februar 2002 in Como) ist ein italienischer Tennisspieler.

## Karriere
Zwischen 2016 und 2020 spielte Rottoli auf der ITF Junior Tour. Einmal im Einzel und zweimal im Doppel konnte er an Grand-Slam-Turnieren teilnehmen, wo er aber nur 2020 bei den Australian Open ein Match gewann. Den größten Titel gewann er im Doppel, nämlich das J1 Offenbach der Kategorie Grade 1. In der Junioren-Rangliste erreichte er mit Platz 48 seine höchste Notierung.
Nach Ende seiner Juniorenzeit begann Rottoli 2021 Profiturniere zu spielen. In seinem ersten Jahr zog er auf der drittklassigen ITF Future Tour im Einzel und Doppel je einmal in ein Endspiel ein, wodurch er im Einzel erstmals in die Top 1000 der Weltrangliste einzog. Nachdem 2022 ähnlich verlaufen war, steigerte sich Rottoli 2023 und gewann drei Einzel- und einen Doppeltitel. Auch bei einigen Challengers gewann er erste Matches, etwa in Cordenons gegen Román Andrés Burruchaga oder in Genua gegen Francesco Maestrelli. Beim selben Turnier erzielte er auch im Doppel seinen größten Erfolg, indem er mit Giovanni Oradini zusammen den Titel gewann. In der ersten Runde gewannen sie gegen die Top-100-Spieler Evan King und Reese Stalder. Im Einzel steht er kurz vor dem Sprung in die Top 400, während er im Doppel kurz vor den Top 300 steht.

## Erfolge
| Legende (Anzahl der Siege) |
| Grand Slam                 |
| ATP Finals                 |
| ATP Tour Masters 1000      |
| ATP Tour 500               |
| ATP Tour 250               |
| ATP Challenger Tour (1)    |

### Doppel

#### Turniersiege
| Nr. | Datum             | Turnier | Belag | Partner          | Finalgegner                | Ergebnis |
| --- | ----------------- | ------- | ----- | ---------------- | -------------------------- | -------- |
| 1.  | 9. September 2023 | Genua   | Sand  | Giovanni Oradini | Ivan Sabanov Matej Sabanov | 6:4, 6:3 |